# Bruno Fehlisch
Bruno Fehlisch (* 10. August 1889 in Naumburg am Queis; † nach 1952) war ein deutscher Politiker (SPD). Er war von 1932 bis 1933 Abgeordneter des Preußischen Landtages.

## Leben
Fehlisch besuchte die Volksschule, erlernte das Tischlerhandwerk und arbeitete im Anschluss als Tischler. Er schloss sich der 1907 der Gewerkschaft an, war von 1913 bis 1919 Vorstandsmitglied des Konsumvereins in Bunzlau und zuletzt bis 1933 Aufsichtsratsmitglied des Konsumvereins Liegnitz. Seine berufliche Tätigkeit, die er 1919 wieder aufnahm, wurde von August 1914 bis November 1918 durch die Teilnahme am Ersten Weltkrieg unterbrochen. Nach dem Krieg war er bis November 1919 hauptamtlicher Kreisleiter des Landarbeiterverbandes Bunzlau. Ab dem 1. Dezember 1919 arbeitete er hauptberuflich als Parteisekretär für die SPD in Liegnitz.
Fehlisch trat 1909 in die SPD ein und war von 1911 bis 1919 Vorstandsmitglied bzw. Vorsitzender des Kreiswahlvereins Bunzlau-Lüben. Innerhalb der SPD stieg er zum Unterbezirksleiter auf und wurde Mitglied des Bezirksvorstandes in Niederschlesien. Ab 1919 war er Stadtverordneter in Bunzlau und Kreistagsabgeordneter im Landkreis Bunzlau. Bei den Reichstagswahlen im Mai und Dezember 1924 bewarb er sich im Liegnitzer Wahlkreis erfolglos um ein Mandat. Bei der Landtagswahl im April 1932 wurde er als Abgeordneter in den Preußischen Landtag gewählt, dem er bis März 1933 angehörte. Im Parlament vertrat er den Wahlkreis 8 (Liegnitz).
Nach der Machtübernahme der Nationalsozialisten musste Fehlisch seine politischen und konsumgenossenschaftlichen Funktionen aufgeben. 1946 wurde er Mitglied der SED. Im Jahr 1952 hatte er seinen Wohnsitz in Quedlinburg.